# فلز طبيعي

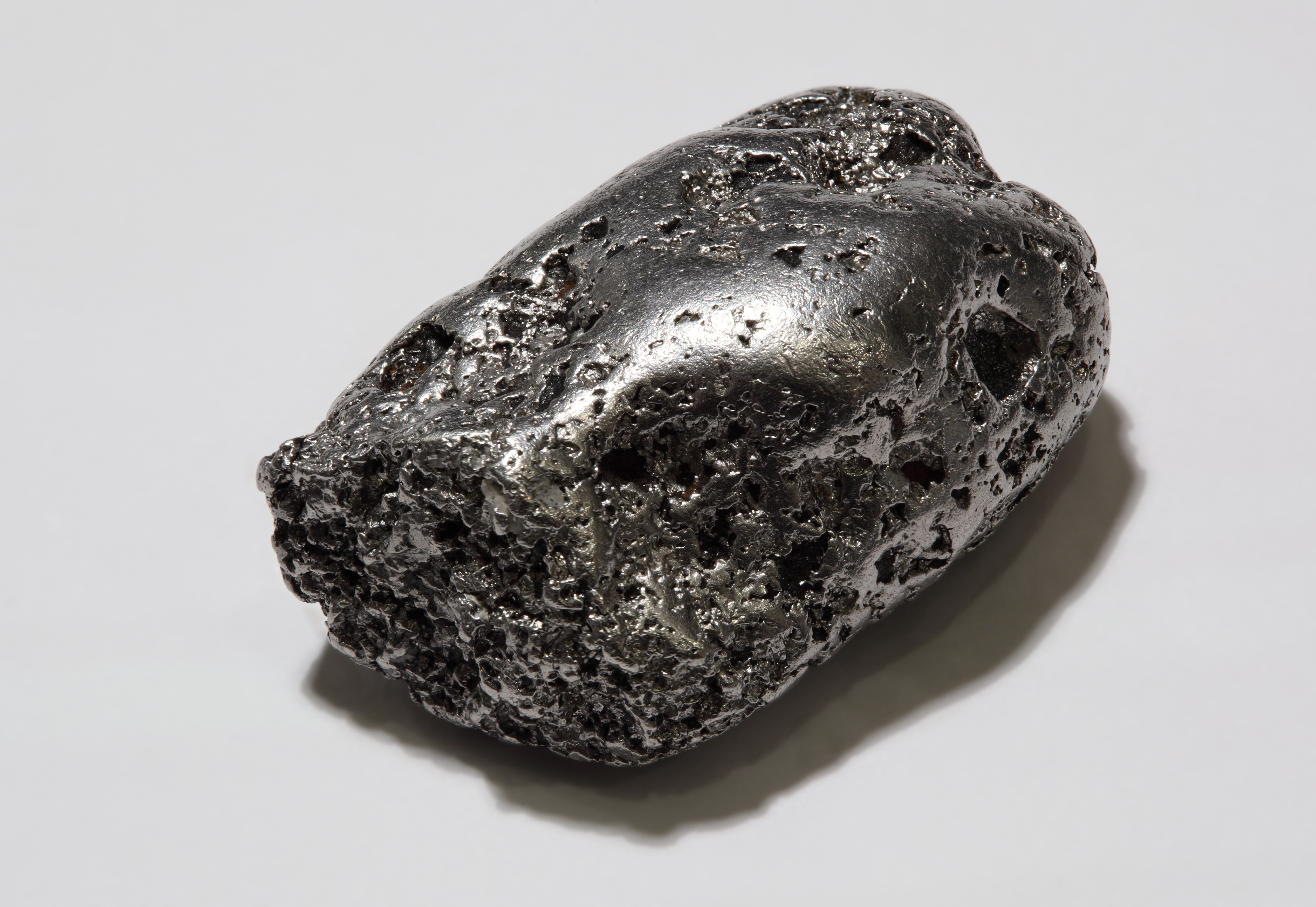
قطعة من البلاتين، وهو من الفلزات الأصلية، عثر عليها في منجم

الفلز الطبيعي  هو أي فلز يوجد في الطبيعة بشكله المعدني، وذلك إما على شكل نقي أو على شكل سبيكة في الطبيعة.
تشمل الفلزات الطبيعية كل من العناصر التالية: الذهب والفضة والنحاس والرصاص والألومنيوم والزئبق والبلاتين والإريديوم والأوزميوم والبالاديوم والروديوم والروثينيوم والإثمد والزرنيخ والبزموث والكادميوم والكروم والكوبالت والإنديوم والحديد والمنغنيز والموليبدنوم والنيكل والرينيوم والسيلينيوم والتانتالوم والتيلوريوم والقصدير والتيتانيوم والتنغستن والزنك.
من بين السبائك التي توجد في الطبيعة على شكلها الطبيعي كل من النحاس الأصفر والبرونز والبيوتر وفضة النيكل والأوزميريديوم والإلكتروم والذهب الأبيض، بالإضافة إلى ملغمة الزئبق مع كل من الذهب والفضة.
يمكن أن بتوسع المفهوم ليشمل العناصر الطبيعية، وهي التي توجد في الطبيعة بحالتها الحرة ويشمل ذلك أيضاً اللافلزات التالية: الكربون والكبريت بالإضافة إلى السيليكون وهو شبه فلز.

## اقرأ أيضاً
- نحاس طبيعي